# Zwanenburg-brug
De Zwanenburg-brug is een ophaalbrug over de Ringvaart van de Haarlemmermeerpolder, die de Oranje Nassaustraat in Halfweg verbindt met de Dennenlaan in Zwanenburg. Langs het water van de Ringvaart loopt aan de Zwanenburgse kant van de brug de Zwanenburgerdijk.
De eerste brug over de Ringvaart bij Zwanenburg, een draaibrug, werd geopend in 1913. Deze lag een stuk westelijker, nabij het Stoomgemaal Halfweg.
Een moderne brug werd eind jaren dertig van de 20e eeuw gepland. Al in 1940 werd er over gesproken de ophaalbrug te bouwen, maar de Tweede Wereldoorlog hield de zaak op. Er was wel aanbesteed in 1941, maar er was ten tijde van het begin van de geplande bouw onvoldoende geld en materialen voorhanden, Duitsland vorderde immers alles wat van metaal was in.
In 1946 pakte men de draad weer op, de brug werd vermoedelijk in 1947/1948 geopend en kreeg de bijnaam De Nieuwe Brug. De brug heeft een te openen gedeelte in het midden bij het brugwachtershuisje. De slagbomen bevinden zich echter aan het begin en het einde van het vaste gedeelte van de brug. Bij een geopende brug moet het verkeer vanuit de Dennenlaan dan ook voor de Zwanenburgerdijk wachten.
Rond 1970 waren er wensen vanuit de bevolking van beide dorpen de brug te verbreden. Het verkeer in met name in de suikerbietenoogsttijd was te druk. Men zag echter technisch geen mogelijkheden daartoe over te gaan. Door de plaatsing van het brughuisje is uitbreiding slechts naar het westen mogelijk, maar de brug zou daardoor voor wat betreft druk in onbalans raken. Het duurde tot 1998 voordat de veel westelijker gelegen Weerenbrug werd geopend, die vooral voor het vrachtverkeer uit de kernen van Halfweg en Zwanenbrug als vervanging dient.

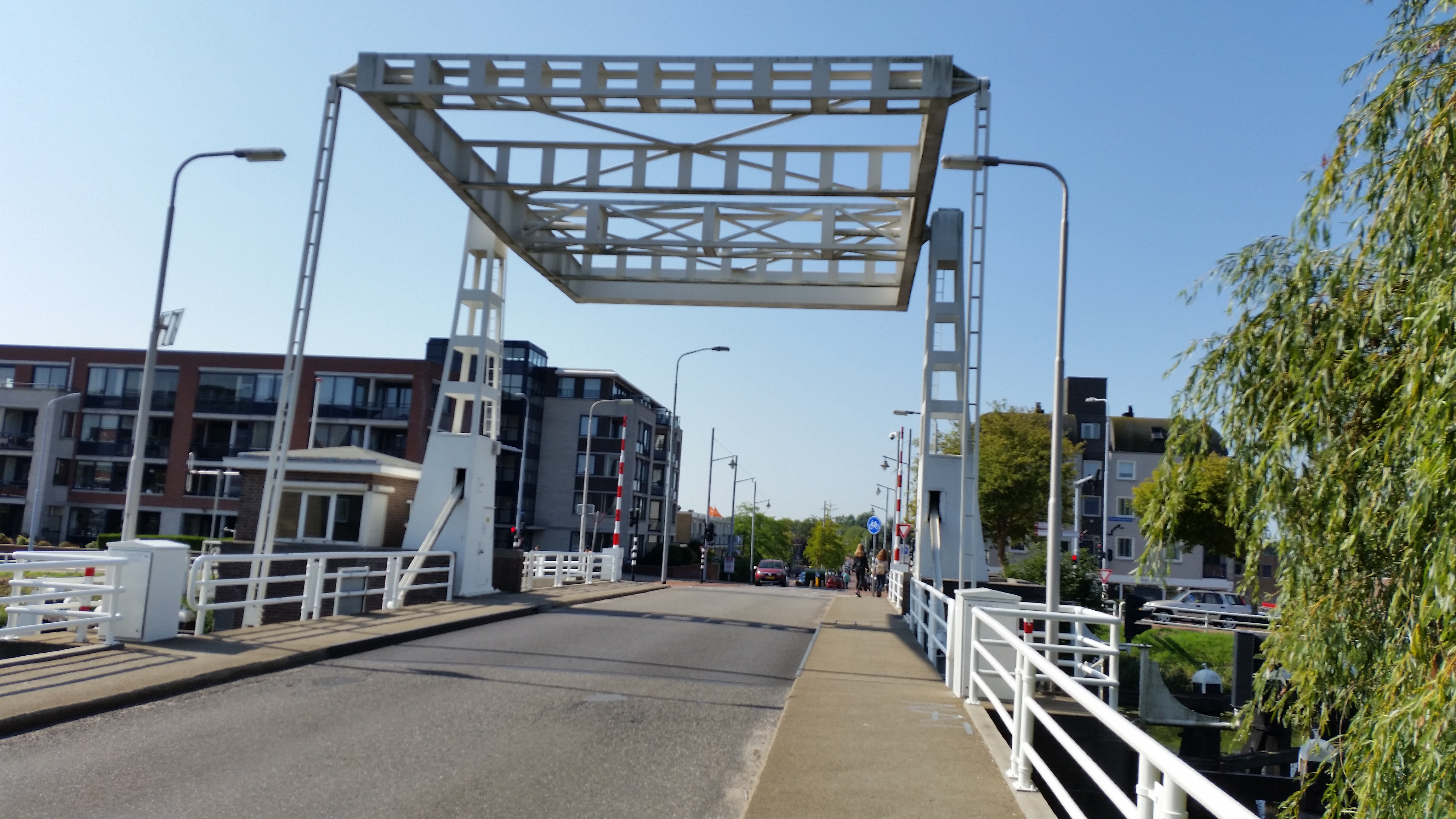
Zwanenburg-brug gezien vanuit Halfweg (september 2018)